# Night and Day (novel·la)
Night and Day és una novel·la de Virginia Woolf escrita en 1919.

## Argument
Katherine Hillbery és una jove d'una família aristòcrata, hereva d'un escriptor il·lustre del qual la seva mare vol escriure la biografia. Katherine vol escapar d'aquest món de convencions i dedicar-se a les matemàtiques, una passió secreta. Es compromet amb William Rodney, un assidu visitant que l'estima. Al mateix temps, Ralph, un advocat li declara el seu amor. Aquest freqüenta els cercles de Mary Datchett, una activista pel vot femení i hi introdueix la Katherine. En una sortida al camp, Ralph es declara a Mary creient que ha perdut tota oportunitat amb Katherine malgrat no l'estimi de debò. Amb el pas de les setmanes, Katherine veu que no serà feliç amb el William i l'empeny a apropar-se a la seva cosina Cassandra, molt més afí en temperament. Al mateix considera les possibilitats d'una unió amb Ralph malgrat les crítiques socials. La mare de Katherine fomenta aquest canvi de parelles perquè creu en l'amor i tot acaba en un doble prometatge.

## Anàlisi
La novel·la combina el simbolisme i el monòleg interior propis de Woolf amb una ambientació primerenca pròpia del realisme i una estructura tradicional. Contrasta diversos mons: el camp i la ciutat (Beatus Ille), la classe aristòcrata ociosa i els treballadors, el paper femení tradicional i els avenços del sufragisme, el romanticisme de la mare de Katherine i el pragmatisme de la filla. Les relacions entre homes i dones ocupen un paper clau dins l'obra.
La crítica considera usualment Night and Day com una novel·la menor, prèvia al desenvolupament de l'estil del modernisme anglosaxó que la va caracteritzar posteriorment. Tot i així, apareixen algunes de les preocupacions i temes que posteriorment serien cabdals en la seva bibliografia. L'autor inscriu deliberadament la seva novel·la en la tradició amb les constants al·lusions a Shakespeare i els autors que freqüenta la mare de Katherine. S'ha destacat la influència de Jane Austen en la trama, on el matrimoni és el final adequat per a la dona i les visites entre cases fan avançar l'argument. Igualment, la ironia relativa al tractament dels sentiments és present en les dues autores, tot i que el to de Woolf és més pessimista i dona més pes a la insatisfacció vital dels protagonistes, que qüestionen constantment les seves emocions i si aquestes poden portar-les a la felicitat .